# 830-as főút (Magyarország)
A 830-as számú főút egy közel hét kilométer hosszú, három számjegyű, másodrendű országos főút Veszprém vármegyében. A Veszprém városát elkerülő körgyűrű északi és keleti szakasza viseli ezt a számozást, a 8-as főút kivezető szakasza és a 82-es főút között.

## Nyomvonala
A 8-as főútból ágazik ki, annak 57+200-as kilométerszelvénye táján, Veszprém lakott területétől nyugatra. Kelet felé indul, majd alig 200 méter után egy körforgalomba érkezik (amely körforgalom alapvetően egy benzinkutat szolgál ki), onnan észak-északkeleti irányba folytatódik. Innen a Házgyári út nevet viseli; 800 méter után keleti irányba kezd kanyarodni, 1 kilométer után pedig már egészen arra tart.
3,2 kilométer előtt egy újabb körforgalmon halad keresztül, majd 3,8 kilométer után kiágazik belőle a 83 302-es út Veszprém vasútállomásra. Ez utóbbi út kelet felé indul, majd egy körforgalom után északnak fordul, ezért még egyszer keresztezi az itt északkeleti irányba forduló 830-ast, annak 4+100-as kilométerszelvényénél. Ugyanezen a helyen ágazik ki a belváros felé az autóbusz-pályaudvarnak is helyet adó Jutasi út. Utána az út ismét keleti, sőt az ötödik kilométerét elhagyva már délkeleti irányt vesz. 5,7 kilométer után újabb körforgalmon halad keresztül, végül a 82-es főút 500-as méterszelvényénél lévő körforgalomba beletorkollva.
Teljes hossza, az országos közutak térképes nyilvántartását szolgáló kira.gov.hu adatbázisa szerint 6,643 kilométer.